# Offizieranwärterbataillon

Verbandsabzeichen der den Offizieranwärterbataillonen jeweils übergeordneten Truppenschule (Farbe der Umrandung je nach Standort unterschiedlich)

Die Offizieranwärterbataillone (OA-Btl) der Bundeswehr in Munster und Hammelburg waren zwei Ausbildungsverbände für Offizieranwärter des Heeres. Von Juli 2006 bis September 2020 erfolgte die gesamte Grundlagenausbildung des Offiziernachwuchses des Heeres und der Heeresuniformträger der Streitkräftebasis bei diesen Bataillonen.
Ab August 2005 wurde die Indienststellung der Bataillone durch die jeweiligen Aufstellungsgruppen vorbereitet und wuchsen im ersten Halbjahr 2006 zur vollen Stärke auf. Das Stammpersonal, und somit die Ausbilder, stammten aus allen Truppengattungen des Heeres und der Streitkräftebasis. Im Juni 2006 wurden den OA-Bataillonen Munster und Idar-Oberstein die Truppenfahnen verliehen, das OA-Bataillon Hammelburg erhielt diese einen Monat später. Am 3. Juli 2006 traten die ersten Rekruten des 76. Offizieranwärterjahrgangs (OAJ) ihren Dienst in den Verbänden an. Das OA-Bataillon Idar-Oberstein wurde mit Ablauf des Jahres 2012 aufgelöst und das OA-Btl Munster in OA-Btl 1 und das OA-Btl Hammelburg in OA-Btl 2 umbenannt.
Ende September 2020 wurde die Ausbildung der Offiziere der Bundeswehr wieder in die Verbände der jeweiligen Truppengattungen gegeben. Der Inspekteur des Heeres hatte entschieden, die Ausbildung der Offiziere wieder zu dezentralisieren. Die Führungskräfte sollen wieder mit ihren späteren Untergebenen zusammen in der Bundeswehr ausgebildet werden und dadurch mehr Verständnis für deren Lage entwickeln.

## Gliederung/Unterstellung
Die Offizieranwärterbataillone gehörten zum Organisationsbereich des Ausbildungskommando und waren entweder einer der Schulen des Heeres bzw. einem der Zentren des Heeres angegliedert.
Im Einzelnen unterstanden:
- OA-Btl 1 in Munster dem Ausbildungszentrum Munster,
- OA-Btl 2 in Hammelburg der Infanterieschule.

Das OA-Bataillon 1 unterstand direkt dem Leiter Zentraler Bereich, einem Oberst. Der Zentrale Bereich selbst untersteht dem Ausbildungszentrum Munster, dessen Kommandeur Brigadegeneral ist.
Das OA-Bataillon 2 unterstand direkt dem Leiter Bereich Lehre/Ausbildung, einem Oberst. Dieser untersteht dem Kommandeur der Infanterieschule im Dienstgrad eines Brigadegenerals, der gleichzeitig General der Infanterie ist.
Die Bataillone unterschieden sich von der üblichen Gliederung der Bataillone im Heer. Sie bestanden aus einer Bataillonsführungsgruppe (Kommandeur, Personalführung, Planung) sowie drei Ausbildungskompanien. Diese bestanden aus je einer Führungsgruppe und vier Zügen. Insgesamt hatte jedes der OA-Bataillone eine Sollstärke von rund 400 Soldaten, die tatsächliche Auslastung variierte jedoch je nach Personalstärke des jeweiligen Offizieranwärterjahrgangs (OAJ).

## Aufgaben
Jeweils zum 1. Juli jedes Jahres nahmen in den Offizieranwärterbataillonen die Rekruten eines Offizieranwärterjahrganges ihren Dienst auf. In sechs Monaten durchliefen sie den Offizieranwärterlehrgang (OAL), der neben der Grundausbildung, dem Waffendienst und sportlichen Anteilen auch Unterricht in Wehrrecht, politischer Bildung und Grundlagen der Taktik beinhaltete. Ergänzt wurde die Ausbildung durch einen Truppenübungsplatzaufenthalt und weiteren Ausbildungen, wie etwa der Feuerlöschausbildung. Des Weiteren nahm ein Zug aus dem OA Btl 2 an der britischen Übung "Dynamic Victory" teil.
Im Anschluss an diese Ausbildungsabschnitte im OA-Btl absolvierten die Offizieranwärter an verschiedenen Standorten erste Truppenpraktika, eine zehnwöchige Sprachausbildung Englisch in Idar-Oberstein und den Offizierlehrgang (Teil 1) an der Offizierschule des Heeres. Dabei blieb das jeweilige Offizieranwärterbataillon Stammtruppenteil, bis die Offizieranwärter zum Studium an eine der Universitäten der Bundeswehr versetzt wurden.
Von Januar bis Juli führten die Bataillone den Lehrgang Infanteristische Kompetenzerweiterung (LIKE) durch, der im neuen Ausbildungsgang für alle Truppengattungen, die nicht den Kampftruppen zugeordnet sind, den Einzelkämpferlehrgang ersetzte. Im ersten Jahr nach der Aufstellung (I. + II. Quartal 2007) führten die OA-Btl Allgemeine Grundausbildung (AGA) für das Heeresamt und dessen nachgeordnete Dienststellen durch.

## Uniform und Abzeichen

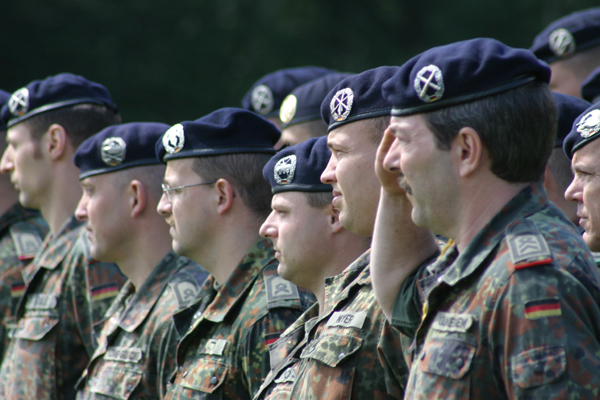
Kompaniefeldwebel (rechts) sowie Ausbildungs- und Funktionspersonal während eines Appells im Offizieranwärterbataillon Munster

Die Soldaten der Offizieranwärterbataillone tragen die Uniformen des Heeres der deutschen Bundeswehr nach der Zentralen Dienstvorschrift (ZDv) 37/10. Eine Besonderheit ist das marineblaue Barett, das die Angehörigen des Bataillons mit dem Barettabzeichen ihrer Truppengattung tragen. Auch die angehenden Gebirgsjäger tragen im Sinne der Einheitlichkeit das marineblaue Barett mit dem Barettabzeichen der Jägertruppe sowie das Edelweiß.
Zum Dienstanzug bzw. Feldanzug können die Soldaten das Verbandsabzeichen in Form eines Brustanhängers an der rechten Brusttasche tragen. Es zeigt das Eiserne Kreuz auf blauem Grund, darunter die gekreuzten Schwerter. Das Wappen ist mit dem jeweiligen Standort überschrieben. Das Abzeichen der jeweils übergeordneten Dienststelle (getragen als Aufnäher am linken Ärmel des Dienstanzugs) richtet sich nach der Schule, die das Bataillon "beherbergt". Es zeigt immer zwei gekreuzte Schwerter als Symbol für das Heer auf rotem Grund sowie ein "S" als Zeichen für eine Truppenschule. Es entspricht damit bis auf das "S" in der Grundform dem Wappen des Heeresamtes. Umrandet ist das Abzeichen gemäß der Waffenfarbe der zur jeweiligen Schule passenden Truppengattung.

## Kritik
Die Umstellung des Ausbildungsganges für die Offizieranwärter des Heeres führte zu teils massiver Kritik seitens der älteren Jahrgänge, die mittlerweile auch vom Wehrbeauftragten des Deutschen Bundestages aufgegriffen wurde:
Häufigster geäußerter Kritikpunkt an der neuen Ausbildungsstruktur war, dass die Offizieranwärter den Bezug zur Truppe verlören und kaum noch Führungserfahrungen auf Gruppen- und Zugführerebene sammelten. Dies wurde besonders dadurch bedingt, dass die Offizieranwärter und Offiziere mit Studium während der ersten sechs Jahre ihrer Ausbildung die normalen Truppenteile in der Regel nur maximal drei Monate kennenlernen und dann, nach der truppengattungsspezifischen Ausbildung nach dem Studium, als unerfahrene Oberleutnante oft bereits stellvertretende Kompaniechefs und häufig sogar in Vertretung Kompaniechefs wurden.
Die mangelnde Bindung an den Offizierberuf („Jobdenken“) und der Wegfall der entscheidenden Prägungsphase der jungen Offizieranwärter wurde in den Reihen des Offizier- und Unteroffizierkorps ebenso beanstandet, wie die Verkürzung der allgemeinmilitärischen Ausbildungsgebiete und der Verringerung des truppengattungspezifischen Fachwissens in der frühen Phase der Ausbildung. Jedoch wurde angemerkt, dass die neue Ausbildungsstruktur des Heeres im weitesten Sinne eine Angleichung an die Strukturen von Marine und Luftwaffe darstelle, die keineswegs mit einer mangelnden Bindung an den Offizierberuf zu kämpfen hätten.
Die Vermittlung truppengattungsspezifischen Fachwissens im späteren Verlauf der Ausbildung war zum einen der Tatsache geschuldet, dass im alten Ausbildungsmodell fertig ausgebildete Offiziere für drei bis vier Jahre aus der Truppe an eine der beiden Universitäten der Bundeswehr versetzt wurden, was nach dem Studium eine zeit- und kostenintensive Auffrischung des Verlernten oder Neuvermittlung von obsolet gewordenem Wissen erforderlich machte. Zum anderen ermöglichte das neue Ausbildungsmodell der Personalführung einen flexibleren Umgang mit sich stetig ändernden Personalerfordernissen. So wurden Kosten vermieden, die in der Vergangenheit z. B. dadurch entstanden, dass eine bestimmte Anzahl von Offizieren einer Truppengattung fertig ausgebildet wurde, während der Studienzeit dieser Offiziere aber eine Verkleinerung ihrer Truppengattung dazu geführt hat, dass der Personalbedarf drastisch gekürzt werden musste. Somit mussten fertig ausgebildete Offiziere nach dem Studium umgeplant und in neuen Verwendungsreihen gänzlich neu ausgebildet werden. Da die jungen Offizieranwärter der neuen Ausbildungsstruktur bis zum Ende des Studiums ausschließlich allgemeinmilitärisch ausgebildet sowie ihre Truppengattungen nur vorläufig zugeordnet wurden, konnte die Personalführung zum Ende des Studiums hin anhand aktueller Zahlen endgültig entscheiden, wie hoch der Personalbedarf jeder Truppengattung ist und bei Bedarf entsprechende Maßnahmen einleiten.
Dozenten an den Universitäten der Bundeswehr befürworteten, dass auch die Heeressoldaten bereits nach 15 Monaten an die Hochschulen kamen, statt wie bisher erst nach drei Jahren des Truppendienstes. Alle Offizieranwärter seien nun auf dem gleichen Stand, da die Zeit zwischen Abitur und Beginn des Studiums in jeder Truppengattung annähernd gleich war.
Die ersten Offiziere des 76. OAJ, diejenigen ohne Studium, waren bereits Anfang 2010 erstmals in Truppenverwendungen als Zugführer, Kompanieeinsatzoffiziere und/oder stellvertretende Kompaniechefs eingesetzt. Mitte/Ende 2011 haben die ersten Bachelorabsolventen des 76. OAJ ihre ersten Truppenverwendungen angetreten. Mitte 2012 folgte dann die breite Masse der Master- sowie der letzten Diplomabsolventen.

## Zwischenfälle
Bei einem Eingewöhnungsmarsch am 19. Juli 2017 am Standort Munster erlitten vier Offizieranwärter einen Kreislaufzusammenbruch und mussten in Krankenhäusern behandelt werden. Jonas K., einer dieser Offizieranwärter, verstarb am 29. Juli 2017 im Krankenhaus.